# Kolozsvári Magyar Napok

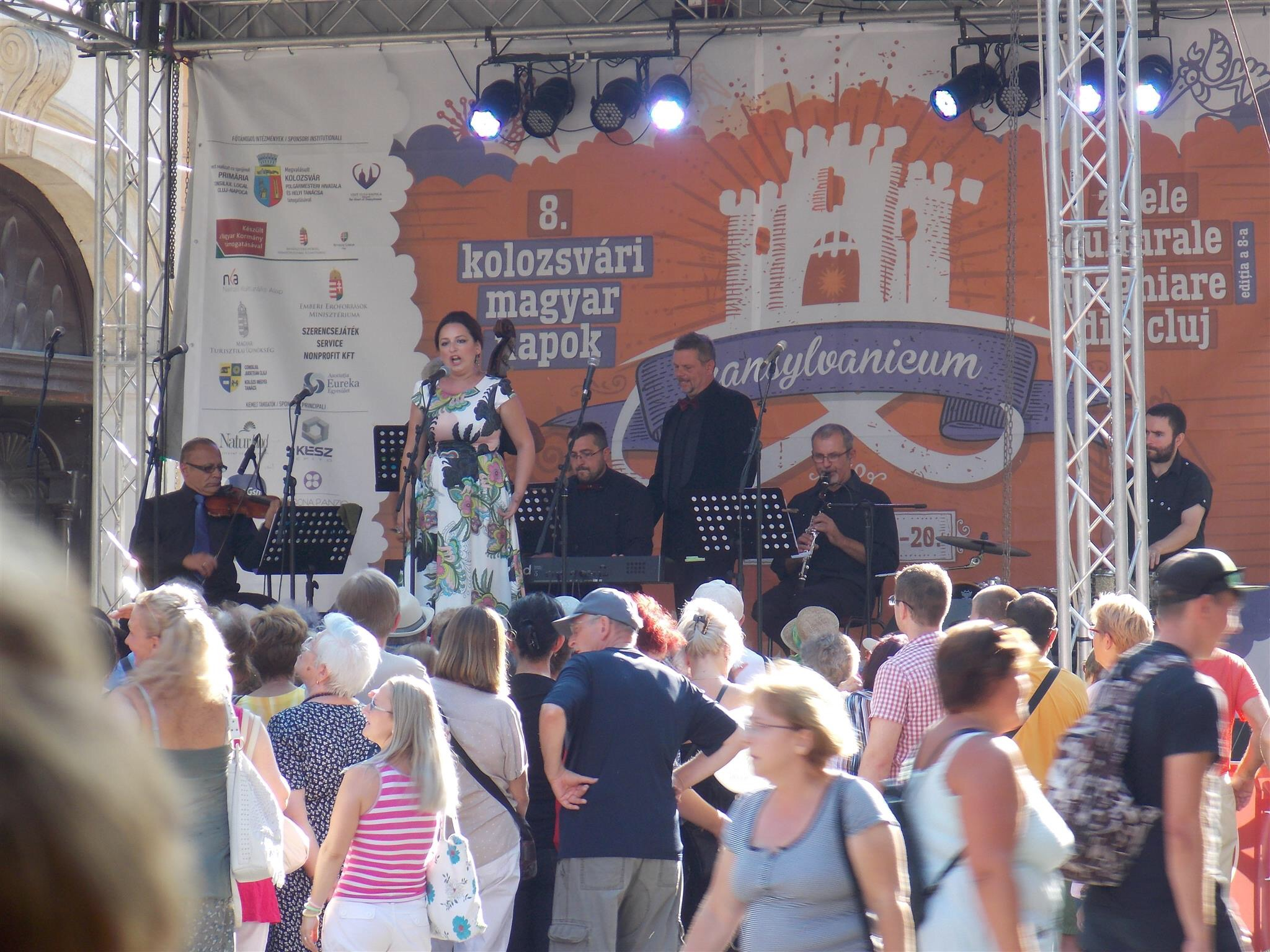
A Farkas utcai színpad

A Kolozsvári Magyar Napok (KMN) a legnagyobb magyar fesztivál Erdélyben. Augusztus 19-én, a városi rangra emelés évfordulóján és 20-án, Szent István napon illetve e két ünnep körüli egész héten kerül megrendezésre.

## Eredet
A kulturális városnapokat a Kincses Kolozsvár Egyesület és partnerszervezetei 2010-ben szervezték meg először. Az akkor még kétkedve fogadott rendezvénysorozatnak olyan szellemi kisugárzása volt, hogy példájára kisebbségi fesztiválok egész sora indult Erdélyben, a Partiumban és a Bánságban is. A magyar közösségek számára fontossá vált újraértelmezni és megmutatni a helyi értékeket, hagyományokat, ugyanakkor felszabadultan szórakozni az összetartozás megtartó erejének érzésével.

## Jelentőség
A KMN egyik legnagyobb erénye, hogy hozzájárulhatott ahhoz, hogy a kolozsvári magyarság jövőt építsen magának, és a városban lakó magyarok büszkén vállalják identitásukat. A városban működő valamennyi értékteremtő szakmai és kulturális szervezetet és intézményt megszólítja, mindenki számára van hely az évről évre kiadott programfüzetben. A programok egymást gazdagítják és olyan kulturális kavalkádot hoznak létre, melyben Kolozsvár sokszínűségét tapasztalhatják meg az érdeklődők. Az egyre nagyobb méreteket öltő magyar napok igazolták, hogy igény van a közös ünneplésre, amelynek alkalmából nagyon sok Kolozsvárról elszármazott, erdélyiségére büszke személy is hazalátogat.
2016-ban két történelmi évforduló is a KMN idejére esett: Kolozsvár királyi várossá nyilvánítása és a keresztény magyar államalapítás ünnepe. Károly Róbert magyar király 1316. augusztus 19-én adta vissza Kolozsvárnak kiváltságait és a településnek városi (civitas) címet adott. Ezt az eseményt 2016-ban, a 700. jubileum alkalmából nagyszabású programsorozattal ünnepelték. Augusztus huszadika tiszteletére pedig minden augusztusban Szent István-napi Nemzetközi Néptánctalálkozót szerveznek már a KMN-t megelőzően 1999-től.

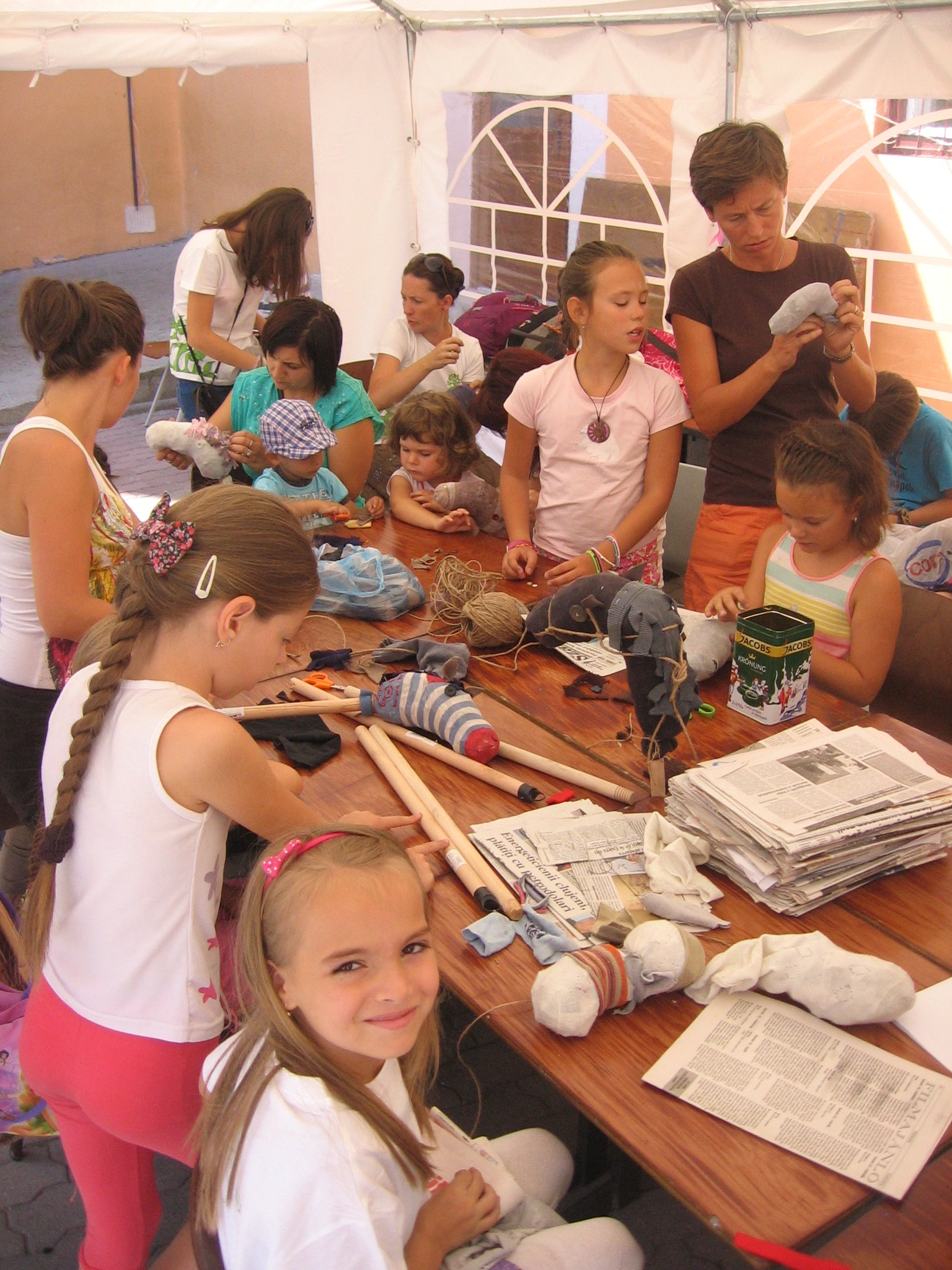
Gyermekfoglalkozás

Az augusztusi esemény népszerűsége és elismertsége alapján megjegyzendő, hogy erdélyiségre jellemző tulajdonsága, egyedisége, minősége méltó a megkülönböztetésre, kiemelésre, egyszóval a Transylvanicum minőségjelzőre/védjegyre. Ez a megnevezés azt hivatott érzékeltetni, hogy a Kolozsvári Magyar Napok az a „csepp”, ami magába foglalja az erdélyiség esszenciáját.

## Nyitottság
A kulturális napok célja a Kolozsvár nemzetiségei közötti párbeszéd lehetőségének megteremtése, ezért a szervezők nagy hangsúlyt fektetnek a román közönség megszólítására. Ezen törekvés eredményességét jelzi, hogy a rendezvény többezres román látogatottsága mellett a kolozsvári városháza és a megyei önkormányzat is kiemelt rendezvényként támogatja a Kolozsvári Magyar Napokat. Egyes programok a magyar nyelv mellett kiegészítésképpen románul és angolul is megrendezésre kerülnek.

## Programok
A számos városlátogatás, kiállítás, könyvbemutató, megemlékezés, szentmise és istentisztelet, színdarab, film, vásár és szabadtéri ételfelszolgálás, italfőzés és -kóstolás, hangverseny, koncert, buli, ifjúsági-, családos- és gyermekprogram, társasjáték-kör, ősmagyar sátorkert, kézműves műhely, irodalmi, művészeti, történelmi, szociális és egyéb beszélgetés, nyitó- és záróünnepség rengeteg kültéri és beltéri helyszínen egyidejűleg fut, egy-egy nagyszínpaddal a Főtéren, a Farkas utcában és a Sétatéren.
A rendezvényekről a médiában, a KMN honlapján, a Facebook-oldalán és a KMN mobil alkalmazáson folyamatosan tájékoztatják a közönséget. A temérdek önkéntes többek között az információs standoknál nyújt segítséget.